# 森山焼
森山焼（もりやまやき）は、志戸呂焼の流れを汲む、静岡県周智郡森町にて焼かれる陶器。
明治42年の開窯で、瀬戸焼を再興した加藤藤四郎（民吉）の話に感化された中村秀吉が志戸呂の陶工・鈴木静邨を招き、主に日用食器、茶器、酒器、花器などを焼いた。大正4年には天皇即位の際に、花瓶と置物を献上したことにより知名度が向上、名を高めることになった。
現在は、中村陶房、静邨陶房、晴山陶房、田米陶房の4軒の窯元があり、それぞれ個性的な意匠を見せる。中でも静邨陶房（鈴木龍）で焼かれる真っ赤な釉薬を使った赤焼がよく知られる。また、晴山陶房（松井晴山）は、森山焼独特の虎布（とらふ）釉を継承している。